# Steuergemeinde (Habsburgermonarchie)
Eine Steuergemeinde war ein im Rahmen des Josephinischen Lagebuches um 1790 eingerichtete Organisationseinheit.
Für das Josephinische Lagebuch, das erstmals alle (ertragsfähigen) Grundstücke der Habsburgermonarchie erfasste, nummerierte und nach Fluren und Rieden auflistete, um auf dieser Grundlage ein Besteuerungswesen einzuführen, war ein übergeordnetes Ordnungssystem nötig. Hierzu wurde in Josephinische Lagebuch nach Steuergemeinden gegliedert. Die Grenzen dieser Steuergemeinden wurden überwiegend nach topographischen Gesichtspunkten gezogen und innerhalb einer Steuergemeinde waren die Grundstücke fortlaufend durchnummeriert. Als Orientierung dienten auch die 1770 geschaffenen Numerierungsabschnitte, die Grundherrschaften und die Pfarren, die möglichst nicht durchschnitten werden sollten. Dabei waren aber weder die Grundstücke noch die Steuergemeinden genau ausgemessen.
Auch wenn das Josephinische Lagebuch ein halbes Jahr nach seiner Einführung wieder außer Kraft gesetzt wurde, bildete die darin getroffene Gliederung in Steuergemeinden gemeinsam mit den Numerierungsabschnitten die Grundlage für die ab 1817 geschaffenen Katastralgemeinden.